# Dactylospora parasitica
Dactylospora parasitica är en lavart som först beskrevs av Flörke ex Spreng., och fick sitt nu gällande namn av Friederich Wilhelm Zopf 1896. Dactylospora parasitica ingår i släktet Dactylospora och familjen Dactylosporaceae.  Arten är reproducerande i Sverige. Inga underarter finns listade i Catalogue of Life.